# パシャ・パルフェニ
パシャ・パルフェニ（Pasha Parfeny）、本名:パヴェル・パルフェニ（Pavel Parfeni、1986年5月30日 - ）は、モルドヴァの歌手。

## 経歴
2009年にサンストローク・プロジェクトに加入し、ユーロビジョン・ソング・コンテスト2009のモルドヴァ代表選考に参加するが、3位に終わる。その後グループを離れてソロ歌手となるが、ユーロビジョン・ソング・コンテスト2010の国内選考では、優勝してモルドヴァ代表となったサンストローク・プロジェクトに次ぐ2位に終わった。
同2012年大会では国内選考を優勝しモルドヴァ代表の座を獲得した。
ユーロビジョン・ソング・コンテスト2012のモルドヴァ代表として、2012年5月にアゼルバイジャンのバクーで開催される同大会にて「Lăutar」を歌う。